# Gloet
För andra betydelser, se Gloet (olika betydelser).
Gloet (finska: Kluuvi) är en stadsdel i Estnäs distrikt i Helsingfors stad. 
Gloet är hjärtat i Helsingfors centrum och utgör Helsingfors kommersiella centrum. Namnet kommer från Gloviken, en igenväxande, stinkande havsvik som fylldes ut i mitten av 1800-talet. När Helsingfors metro byggdes stötte man på stora problem eftersom det finns en stor spricka i berggrunden i Gloet. Marken frystes ner under byggnadsarbetena. Det kan hända när man pålar hus i Gloet att grannfastigheten stiger upp på grund av den sanka marken stadsdelen är byggd på. 
Helsingfors järnvägsstation, Stockmanns och Sokos varuhus, köpcentret Forum, handelsgatan Alexandersgatan och konstmuseet Ateneum finns i Gloet. Helsingfors universitet har flera byggnader i sitt centrumkampus där.

## Bildgalleri

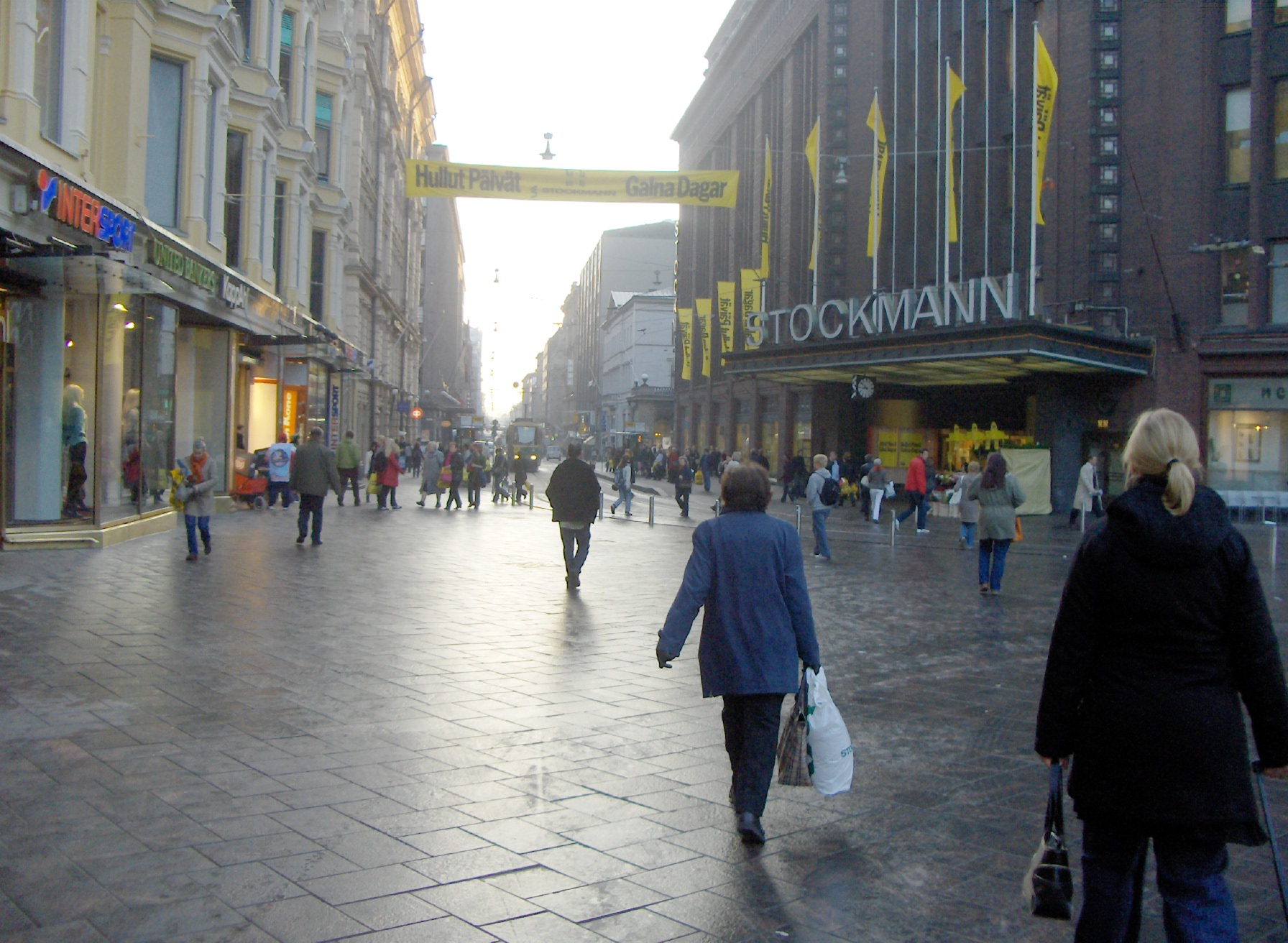
Alexandersgatan utanför Stockmann
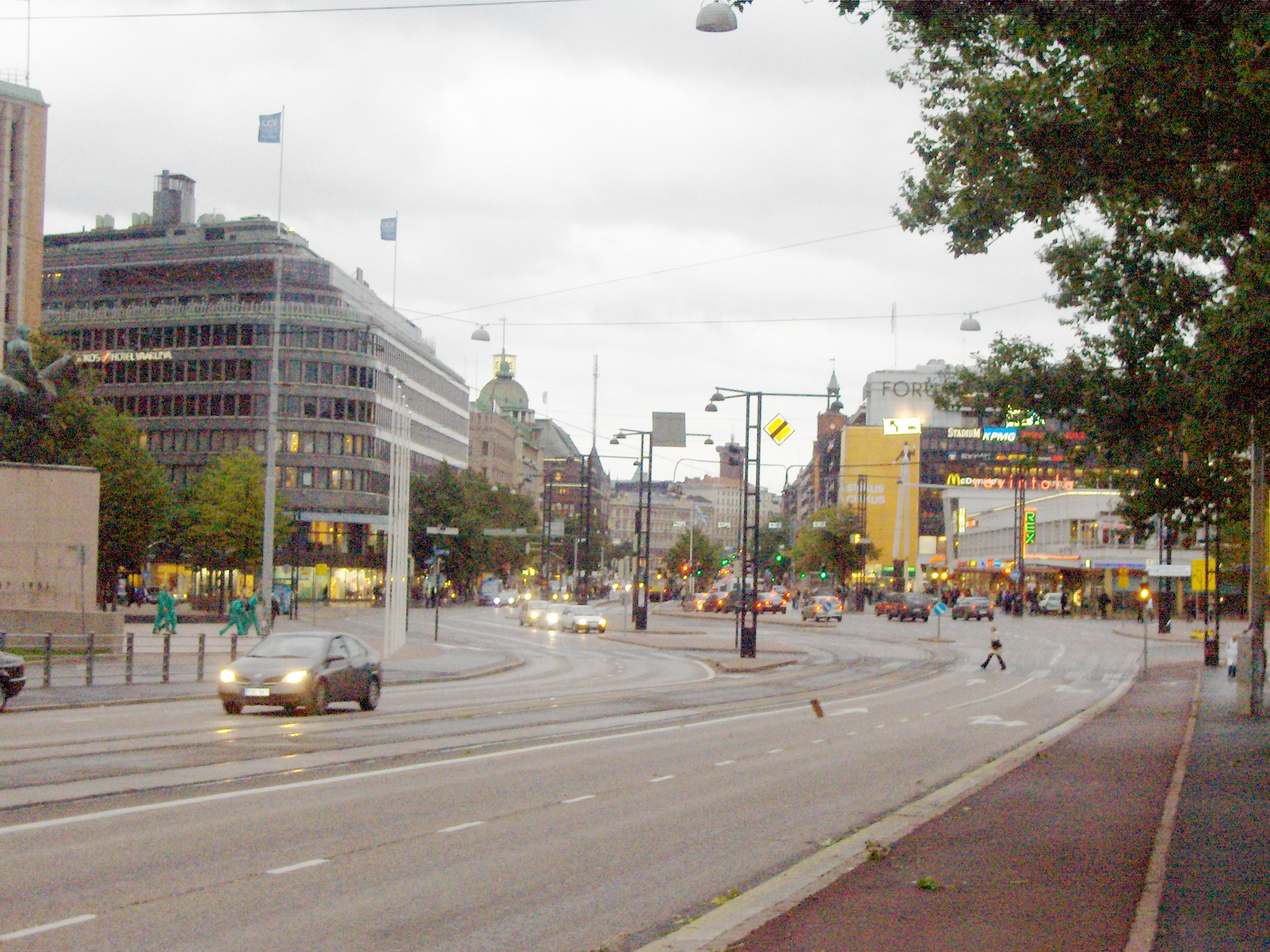
Mannerheimvägen söderut från Paasikiviplatsen
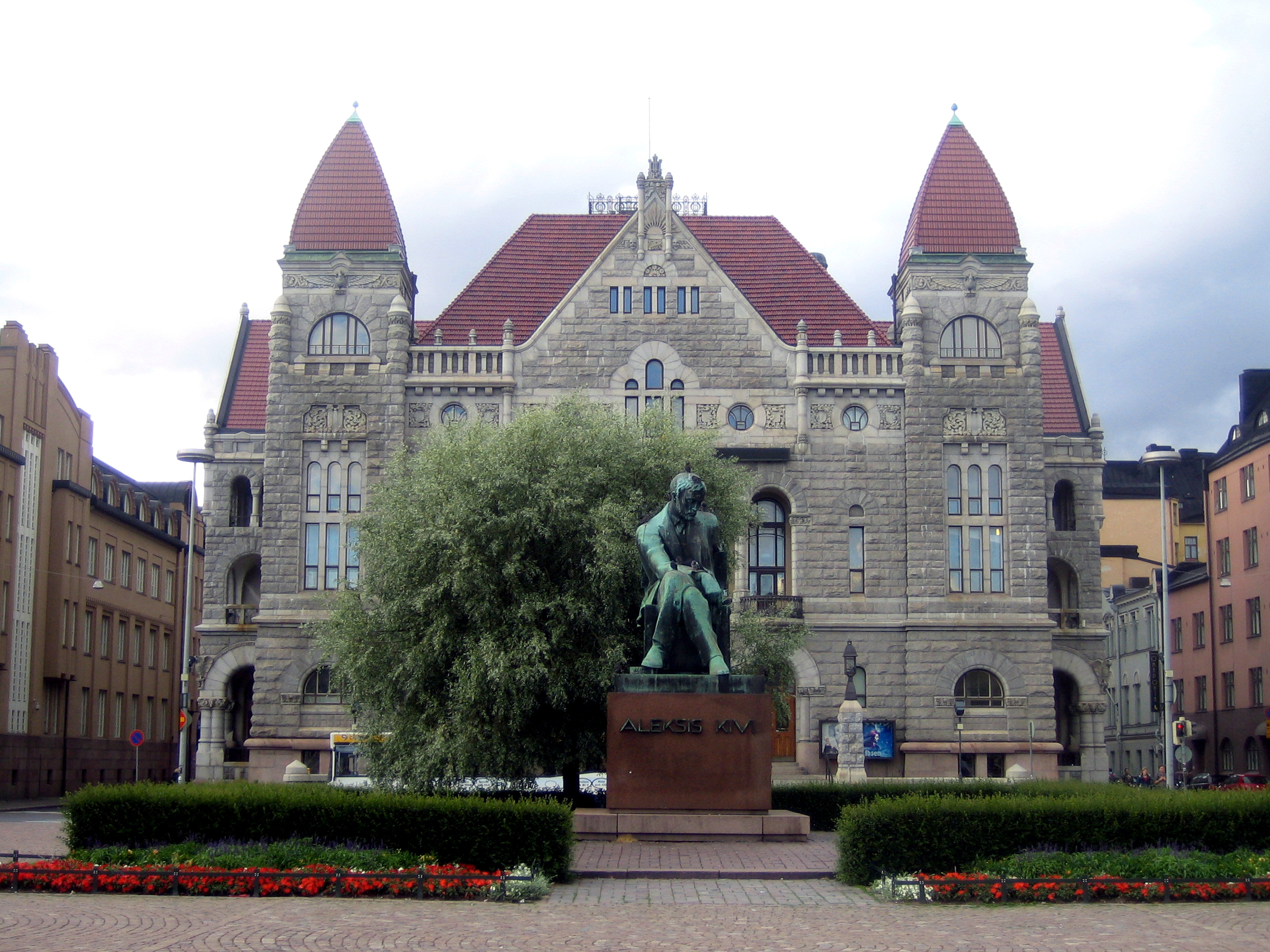
Finlands nationalteater
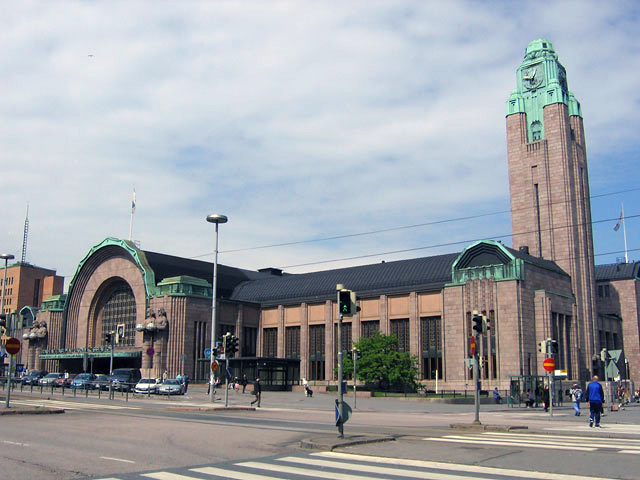
Helsingfors centralstation